# 福尔克马尔·格茨
福尔克马尔·格茨（德語：Volkmar Götz，1934年11月28日—），德国法学学者。

## 生平
1960年，格茨取得法學博士学位。1966年，格茨成为法兰克福大学讲师，次年成为哥廷根大学正教授。 兩德統一后，他于1991年至1993年间参与哈雷-维滕贝格大学法学院的重建工作。1971年，格茨担任下萨克森州高等行政法院兼职法官；1991年，他成为下萨克森州法院副法官。1997年曾与前德国驻华大使贺岩于哥廷根大学合作研究课题“作为法国宪制问题的欧洲一体化”（Europäische Integration als Verfassungsproblem in Frankreich ）。
格茨目前已退休 。